# U.S. Professional Indoor 1969 - Doppio
Il doppio del torneo di tennis U.S. Professional Indoor 1969, facente parte della categoria World Championship Tennis, ha avuto come vincitori Tom Okker e Marty Riessen che hanno battuto in finale John Newcombe e Tony Roche col punteggio di 8–6, 6–4.

## Teste di serie
1. John Newcombe /  Tony Roche (finale)

1. Robert Lutz /  Stan Smith (quarti di finale)

## Tabellone

### Legenda
| - Q = Qualificato - WC = Wild card - LL = Lucky loser | - ALT = Alternate - SE = Special Exempt - PR = Protected Ranking | - w/o = Walkover - r = Ritirato - d = Squalificato |

### Tabellone
|  | Quarti di finale | Quarti di finale                   | Quarti di finale                   | Quarti di finale             | Quarti di finale |  |  | Semifinali | Semifinali                   | Semifinali                   | Semifinali              | Semifinali              |   |   | Finale | Finale                   | Finale                   | Finale | Finale |  |
|  |                  |                                    |                                    |                              |                  |  |  |            |                              |                              |                         |                         |   |   |        |                          |                          |        |        |  |
|  | 1                | John Newcombe Tony Roche           | John Newcombe Tony Roche           | John Newcombe Tony Roche     | w/o              |  |  |            |                              |                              |                         |                         |   |   |        |                          |                          |        |        |  |
|  |                  | Ian Fletcher Torben Ulrich         | Ian Fletcher Torben Ulrich         | Ian Fletcher Torben Ulrich   |                  |  |  | 1          | John Newcombe Tony Roche     | 13                           | 4                       | 13                      |   |   |        |                          |                          |        |        |  |
|  |                  | Earl Butch Buchholz Dennis Ralston | Earl Butch Buchholz Dennis Ralston | 8                            | 4                |  |  |            | Roy Emerson Rod Laver        | 11                           | 6                       | 11                      |   |   |        |                          |                          |        |        |  |
|  |                  | Roy Emerson Rod Laver              | Roy Emerson Rod Laver              | 10                           | 6                |  |  |            |                              |                              |                         |                         |   |   | 1      | John Newcombe Tony Roche | John Newcombe Tony Roche | 6      | 4      |  |
|  |                  | Pancho Gonzales Ken Rosewall       | Pancho Gonzales Ken Rosewall       | Pancho Gonzales Ken Rosewall | w/o              |  |  |            |                              |                              | Tom Okker Marty Riessen | Tom Okker Marty Riessen | 8 | 6 |        |                          |                          |        |        |  |
|  |                  | Arthur Ashe Charlie Pasarell       | Arthur Ashe Charlie Pasarell       | Arthur Ashe Charlie Pasarell |                  |  |  |            | Pancho Gonzales Ken Rosewall | Pancho Gonzales Ken Rosewall | 3                       | 4                       |   |   |        |                          |                          |        |        |  |
|  |                  | Tom Okker Marty Riessen            | Tom Okker Marty Riessen            | 10                           | 7                |  |  |            | Tom Okker Marty Riessen      | Tom Okker Marty Riessen      | 6                       | 6                       |   |   |        |                          |                          |        |        |  |
|  | 2                | Bob Lutz Stan Smith                | Bob Lutz Stan Smith                | 8                            | 5                |  |  |            |                              |                              |                         |                         |   |   |        |                          |                          |        |        |  |